# 니콜라이 바소프
니콜라이 겐나디예비치 바소프(러시아어: Никола́й Генна́диевич Ба́сов, 1922년 12월 14일 ~ 2001년 7월 1일)는 러시아의 물리학자이다. 1953년 러시아의 물리학자 프로호로프와 함께 전파를 증폭시킬 때 분자의 에너지를 이용하는 원리를 알아냈다. 이 두 사람은 또한 1955년에 이 증폭기의 작동 방법을 고쳐서 메이저라는 새로운 증폭기를 발명했다. 이 업적으로 두 사람은 1964년 미국의 물리학자 타운스와 함께 노벨물리학상을 받았다.

## 모의 핵실험
1963년 소련 물리학자 니콜라이 바소프와 올렉 크로힌 소련과학원 학술회원은 레이저로 핵융합을 일으키는 방법을 제안하였다.
1970년대부터 40년간 사로프 시에는 우수한 레이저 장비 개발 기반이 조성되었다. 레이저 제조는 사로프 테크노파크의 특화 분야이기도 하며, 2013년 현재 이미 30개의 관련 입주기업이 있다. 2020년 사로프 테크노파크에 세계 최대 출력의 2.8 메가주울급 레이저 핵융합 시설 UFL-2m이 완공될 계획이다. 프랑스 CEA CESTA와 미국 로렌스 리버모어 연구소에는 1.8 메가주울급 레이저 핵융합 시설이 완공되어 있다. 중국도 비슷한 레이저 핵융합 시설을 건설 중이다.

## 같이 보기
- 엑시머 레이저
- 메이저 (광학 기기)
- 알렉산드르 프로호로프
- 비선형 광학
- 마이컬슨 간섭계